# Харьков Георгій Йосипович
Харьков Георгій Йосипович — український режисер. Був членом Спілки кінематографістів України.

## Життєпис
Народився 19 січня 1904 р. Помер 15 вересня 1980 р. Закінчив режисерський факультет Одеського державного технікуму кінематографії (1928). Учасник німецько-радянської війни. З 1928 р. працював на Одеській кіностудії.

## Фільмографія
Грав у фільмах:
- «Бенефіс клоуна Жоржа» (1928, червоноармієць),
- «Греблю прорвано» (1928, молодий селянин),
- «Новими шляхами» (1928, Остап),
- «Арсенал» (1929, червоноармієць).

Брав участь у творенні науково-популярних, документальних та навчальних фільмів:
- «Сіль» (1930),
- «Електроплавлення сталі» (1931),
- «Сталевий похід» (1933),
- «Молодість нашої країни» (1937),
- «Молдова» (1951),
- «Соняшник» (1951),
- «Озима пшениця» (1952),
- «Ремонт кораблів у доках» (1958),
- «Техніка безпеки на шахтах Кривбасу» (1959),
- «Морські шляхи України» (1960),
- «Електрифікація сільського господарства» (1965) та ін.